# Racot
Racot (pol. hist. Racat) – wieś w Polsce położona w województwie wielkopolskim, w powiecie kościańskim, w gminie Kościan na Równinie Kościańskiej. 
W 2021 roku we wsi mieszkały 1304 osoby.

## Historia
Miejscowość pierwotnie związana była z Wielkopolską. Ma metrykę średniowieczną i istnieje co najmniej od drugiej połowy XIV wieku. Po raz pierwszy wymieniana w łacińskim dokumencie z 1366 roku jako Raczsati, z 1415 jako Radszad, z 1426 jako Radsad, z 1445 jako Radsyad, z 1462 jako Raczsszath, z 1466 jako Rathsath, z 1466 jako Rathszath, z 1485 jako Raczath, z 1563 jako Racath.
Okolice miejscowości były jednak zasiedlone wcześniej, niż odnotowują to najstarsze historyczne zapisy. Archeolodzy odkryli ślady rozległej osady położonej ok. 800 metrów na północny wschód od obecnej wsi Racot. Po obu stronach strugi bez nazwy odkryto liczne domostwa w formie półziemianki oraz paleniska datowane szacunkowo na VIII–XIV wiek.
Miejscowość początkowo była własnością kościelną, a później szlachecką należącą do lokalnej szlachty wielkopolskiej z rodu Gryżyńskich, Pniewskich, Gołutowskich, Kostków. W 1445 roku miejscowość leżała w powiecie kościańskim w Koronie Królestwa Polskiego. W 1366 roku należała do parafii Wyskoć.
Pierwszy zachowany zapis o wsi pochodzi z roku 1366. Wówczas to Jan z Lutogniewa, biskup poznański, uposażył w dochody parafię Wyskoć, nową kanonię w katedrze poznańskiej, dla kanonika Gosława, dawnego plebana w Wyskoci, a po nominacji dla wikariusza wieczystego, który miał objąć kościół w Wyskoci. Biskup przeznaczył mu m.in. dziesięciny z obu wsi Rogaczewa Małego i Wielkiego, nieistniejącej obecnie osady Skulino oraz z Racota odnotowanej jako miejscowość położoną na ostrowie.
W latach 1415–1430 jako właściciel wsi notowany był Borek Gryżyński. W 1415 roku woźny sądu ziemskiego zapowiedział w jego imieniu pastwiska oraz drogi boczne, gaje i lasy we wsiach Węgliny, Racot, Lubosz Stary, Nielęgowo, Łęka Wielka oraz Gaj. W 1426 wieśniacy z Lubosza Starego, Spytkówek i Racota toczyli spór sądowy o meszne z duchownym Pietrzykiem z Wyskoci. W spór ten włączył się Borek Gryżyński występując w imieniu wieśniaków oraz doprowadzając do ugody z Pietrzykiem. W 1430 Borek pozwany został przed sąd przez kasztelana gnieźnieńskiego Piotra Bnińskiego o to, że na terenie Racota wybudował groblę, która zatrzymywała wodę wskutek czego zalane zostały łąki Bnińskiego w Wyskoci i w Tarnowie koło Czempinia (obecnie Stare Tarnowo). Bniński wycenił szkodę na 30 grzywien. W procesie tym mieli wziąć udział również bracia niedzielni Borka Andrzej II, Wojsław oraz Jan Gryżyńscy.
W 1445 Andrzej II Gryżyński zapisał na swoich dobrach, w tym m.in. na Racocie, po 400 grzywien posagu oraz wiana swojej żonie Annie. W 1462 Racot znalazł się w części dóbr, która dostała się w posiadanie braci niedzielnych oraz synów Andrzeja II Gryżyńskiego - Jana, Macieja zwanego Mościcem, Mikołaja i Andrzeja. W 1478 Jan Gryżyński sprzedał wieś Racot z zastrzeżeniem prawa odkupu za 200 grzywien Piotrowi Iłowieckiemu, a ten w 1481 sprzedał ją za tę samą kwotę, na tych samych warunkach braciom niedzielnym z Pniew - Janowi plebanowi w Pniewach, Piotrowi, Andrzejowi i Dobrogostowi. W 1485 dziedzic wsi Piotr Chełmski zwany także Pniewskim oraz Piotr włodarz z Racota pozwani zostali przed sądem przez Jana plebana z Gryżyny o zwrot połowy grzywny czynszu rocznego od Mikołaja karczmarza, który należał się plebanowi w Gryżynie. W 1489 Andrzej Gryżyński IV sprzedał z zastrzeżeniem prawa odkupu połowę wsi Wincentemu Kobyle tenutariuszowi królewskiemu z Sabaszczewa za 150 grzywien. W latach 1531–1580 właścicielem we wsi był Łukasz Gołutowski starszy syn Marcina Gołutowskiego
Miejscowość odnotowały historyczne rejestry podatkowe. W 1510 Racot należał do Marcina Gołutowskiego, który posiadał 8,5 łana osiadłego, karczmę oraz opuszczone sołectwo. W 1530 wieś zapłaciła pobór podatków z 5 łanów oraz kwarty roli. W 1563 pobrano podatki od 6 1/4 łana, jednego rzemieślnika, karczmy dorocznej, młyna wodnego dziedzicznego o jednym kole walnym oraz wiatraka dorocznego. W 1566 miał miejsce pobór od 6 i 1/4 łana, 5 zagrodników, karczmy dorocznej oraz młyna wodnego o jednym kole. W 1581 pobór zapłacono od 6 łanów, 3 zagrodników, 3 komorników oraz od młyna wodnego dorocznego o 2 kołach, a także od dwóch ratajów najemnych pracowników od dwóch pługów.
W XVI wieku wieś należała do rodziny Kostków, którzy postawili tu swój zamek. Następnie do 1720 roku wieś była własnością Piotra Bronisza, kasztelana kaliskiego. Po jego śmierci jego córka Dorota została drugą żoną Stanisława Wincentego Jabłonowskiego i wniosła w posagu majątek Racot. W czasie konfederacji barskiej wieś zniszczona. Dobra racockie po ojcu odziedziczył Antoni Barnaba Jabłonowski, od którego kupił je książę niderlandzki Wilhelm z dynastii Orańskiej-Nassau (w 1815 roku objął tron króla Królestwa Niderlandów).
Wskutek II rozbioru Polski w 1793 wieś przeszła pod władanie Prus i jak cała Wielkopolska znalazła się w zaborze pruskim. W okresie Wielkiego Księstwa Poznańskiego (1815-1848) miejscowość wzmiankowana jako Racat należała do wsi większych w ówczesnym pruskim powiecie Kosten rejencji poznańskiej. Racat należał do okręgu kościańskiego tego powiatu i stanowił siedzibę dużego majątku o tej samej nazwie (niem. Razoten), który należał wówczas do byłego króla Niderlandów (Wilhelma I). Według spisu urzędowego z 1837 roku Racat liczył 365 mieszkańców, którzy zamieszkiwali 38 dymów (domostw).
W okresie międzywojennym pałac był rezydencją Prezydenta Rzeczypospolitej. W lipcu 1927 roku w Racocie przebywał na dwutygodniowym wypoczynku Ignacy Mościcki wraz z małżonką i adiutantem generalnym, płk. Sergiuszem Zahorskim.
W latach 1934–1954 i 1973-1976 miejscowość była siedzibą gminy Racot. W latach 1954–1972 wieś należała i była siedzibą władz gromady Racot. W 1973 r. reaktywowano gminę Racot, zniesioną w 1976 r., a Racot włączono do gminy wiejskiej Kościan. W latach 1975–1998 miejscowość administracyjnie należała do województwa leszczyńskiego.
We wsi był przystanek kolejowy Racot.

## Stadnina koni
W 1925 powstał Zakład Chowu Koni. 1 listopada 1928 roku, na mocy dekretu Prezydenta RP, w Racocie powstała Państwowa Stadnina Koni. Do 1993 działała jako Państwowe Gospodarstwo Rolne pod nazwą Stadnina Koni Racot. Od 1994 jako Stadnina Koni Skarbu Państwa Racot. Po przekształceniach, od 1995 do chwili obecnej stadnina dział pn. Stadnina Koni "Racot" Sp. z o.o., jest własnością Agencji Nieruchomości Rolnych.

## Oświata, sport i turystyka
We wsi działa szkoła podstawowa, są dwa boiska piłkarskie z trybunami, przy którym istnieje również klub PKS Racot.
Znajduje się tu pałac klasycystyczny z XVIII wieku, który został zbudowany dla księcia Antoniego Barnaby Jabłonowskiego. W racockim pałacu bywali m.in. Tadeusz Kościuszko, książę Józef Poniatowski, pierwszy prezydent Warszawy Ignacy Wyssogota Zakrzewski (urodził się w Starym Białczu) oraz Józef Wybicki.
Przez Racot przebiegają
- szlaki turystyczne:
  - niebieski o długości 26,5 kilometrów z Czempinia do Zglińca,
  - zielony o długości 81 kilometrów z leśniczówki w Krzanie do Dolska,
- ścieżka rowerowa z Kościana do Nowego Dębca.
- ścieżka rowerowa z Gryżyny do Starego Lubosza
- na terenie wsi znajduje się kościół parafialny i wiatrak z okresu XVIII wieku (wybudowany w 1802 roku, spłonął w 2014[9]).

Przez Racot przebiega nieczynna już trasa kolejowa Kościan-Gostyń.
Wieś leży przy drodze wojewódzkiej nr 308 (Nowy Tomyśl - Grodzisk Wielkopolski - Kościan - Kunowo).
W miejscowości, od 1975 roku, działa klub piłki nożnej PKS Racot.